# Köln–Frankfurt nagysebességű vasútvonal
Az 1995 és 2002 közt, 6 milliárd euró költségen épített 180 km hosszú Köln–Frankfurt nagysebességű vasútvonal (hivatalos nevén Köln-Rajna/Majna nagysebességű vasútvonal) Köln városát köti össze Siegburg, Montabaur és Limburg érintésével Frankfurt repülőterének távolsági pályaudvarával. A csatlakozó Breckenheim-Wiesbaden vonal Wiesbaden városát köti be, míg a Köln reptéri hurok a Köln–Bonn repülőtér bekötésére szolgál. A 300 km/h-val járható nagysebességű vasútvonal a 15 milliós összlakosságú Rajna-Ruhr és Rajna-Majna régiót köti össze – mely a két legnagyobb német metropolisz-régió –, több országos és nemzetközi viszonylat menetidejét a Rajna-balpart vasútvonalhoz képest egy teljes órával csökkentve. A 2010-es menetrendi évben a legrövidebb menetidő Köln Hauptbahnhof és Frankfurt Hauptbahnhof közt 62 perc volt (vö.: ütemes menetrend). A vonal Németországban elsőként kizárólag az Intercity Express nagysebességű távolsági személyforgalmat szolgálja, különlegességei közé tartozik az A3 autópályával való nyalábolt nyomvonalvezetés, a 40 ezreléket elérő emelkedők, és a nagy alkalmazott túlemelés a szűk ívekben. További technikai újítás a vasbeton pályalemezes felépítmény, valamint az örvényáramú fék üzemi fékként való használata. A vonalat menetrend szerint kizárólag az ICE 3-motorvonatok használják, teherforgalom nincs.
A vonal az 1978-ban elvetett, jóval hagyományosabb pályaparaméterekkel tervezett Köln-Groß-Gerau vasútvonal helyett épült meg.

## Vonalvezetés

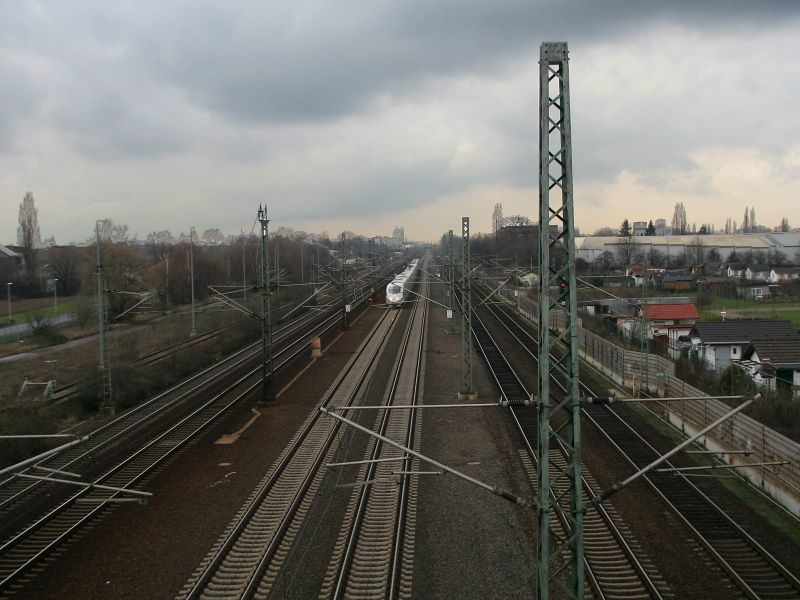
Hatvágányúra fejlesztett vasúti pálya Köln-Porznál

A vonal maga Köln Steinstraße elágazásnál kezdődik, ezt a pontot a vonatok Köln főpályaudvarról vagy az igen magas leterheltségű Hohenzollern hídon, vagy a várost megkerülve a déli hídon, vagy a főpályaudvart kihagyva Köln Messe/Deutz állomásról kiindulva érik el. Még a kezdőpont előtt található a reptéri hurok kiágazása. Köln-Porztól Siegburgig a vonal 200 km/h-ra emelt sebességű pályán halad, a Sieg- és a Rajna-jobbpart vasút vágányai közt. Köln-Porz-Wahnnál fonódik be a reptéri hurok vágánya, majd a vonal alábukik a Troisdorf-alagútba hogy felette a két fent említett vasútvonal közt vágánykapcsolat létesülhessen. Ezt követően a Rajna-jobbparti vonal elhagyja a nyalábolt vasútvonalakat. Mindehhez a vonal építésekor a Köln-Porz és Troisdorf közti szakaszt négyről hatvágányosra, a Troisdorf-Siegburg szakaszt kettőről négyvágányosra bővítették.
Siegburg/Bonn állomás (24. pályakilométer) jelzi a nagysebességű vonalszakasz kezdetét. Az állomás a 66-os gyorsvasút-vonalon keresztül 25 perces menetidővel kapcsolja be Bonn főpályaudvarát. Az állomás keleti oldalán kezdődik a 143,3 kilométer hosszú nagysebességű pálya a Frankfurti repülőtér felé. A pálya a Siegauen alagúton keresztül eltávolodik a Sieg-vasúttól, az alagútban emelkedik az alkalmazható pályasebesség először 250, majd 300 km/h-ra. Az alagúttól délre a vonal eléri az A3 autópályát, amelyet Frankfurt repülőteréig hosszú szakaszokon követ.

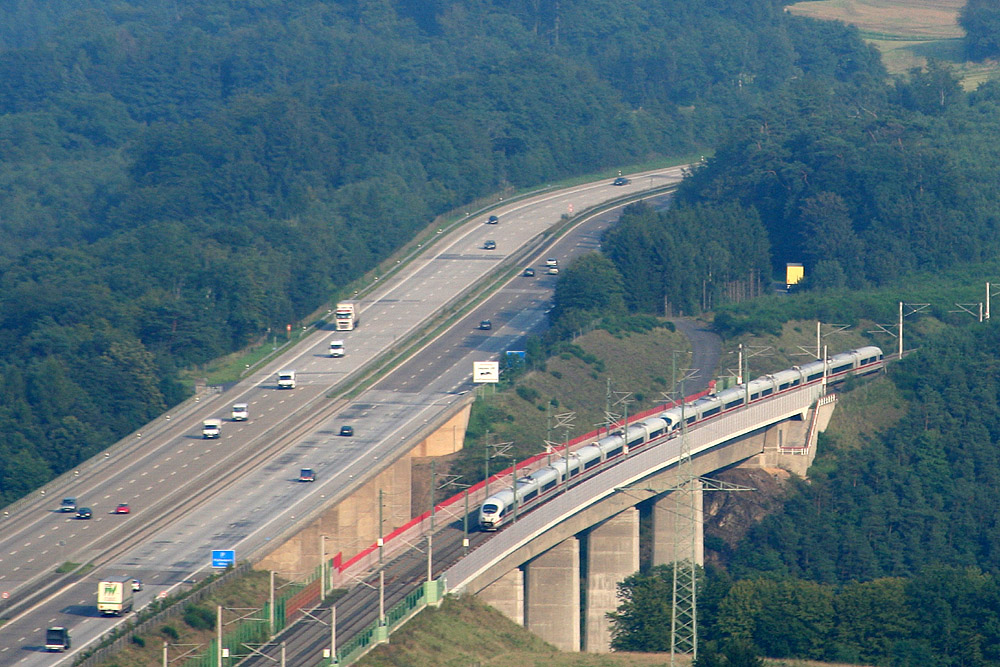
Wied-völgyhíd

A vonal innen a Sieben-dombságban Westerwald felé határozottan emelkedik, és eléri a maximális 40 ezrelékes emelkedőt. 15 kilométerrel később, a Rottbitzen alagútnál az emelkedő ideiglenesen véget ér, és enyhén esésbe vált. A Hallerbach völgyhídon, amely 992 méteres hosszával a pálya leghosszabb hídja, a pálya tovább esik déli irányba a Wied-völgyben, majd röviddel, miután elérte a párhuzamos autópálya szintjét, a Wied-völgyhídon és az Ammerich alagúton keresztül ismét meredek emelkedőbe kezd. A Dasbach-hídtól délre a vonal eléri legmagasabb pontját, Siegburgtól idáig ez 350 m szintkülönbséget jelent. Innen egy hosszabb alagútmentes szakasz következik, mely hosszú szakaszokon dél felé esésben van. Az Oberhaider-Wald alagútban a pálya ismét emelkedik, elhalad az Engers-Siershahn vasútvonal felett, majd a 3285 m hosszú Dernbach alagútban újra esni kezd dél felé.

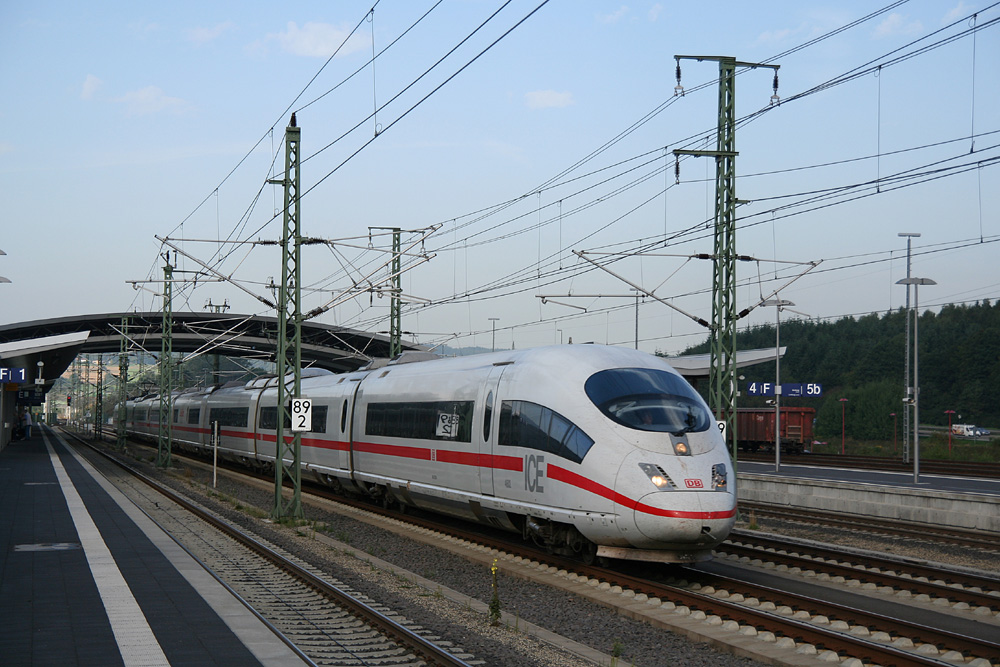
Vonat halad át Montabaur vasútállomás peron nélküli átmenő fővágányán

Ezt követi Montabaur vasútállomás (88. vonalkilométer), amely körülbelül a vonal felénél található. Itt átszállási lehetőség nyílik Siershahn és Limburg an der Lahn felé. Ezen az állomáson (Siegburg/Bonnhoz és Limburg Südhöz hasonlóan) csak a vonatok egy része áll meg, az átmenő vágányokból kiágazó, peronnal ellátott vágányokon. A többi vonat sebességcsökkentés nélkül 300 km/h-val haladhat át, az állomás középvonalában fekvő átmenő fővágányokon.

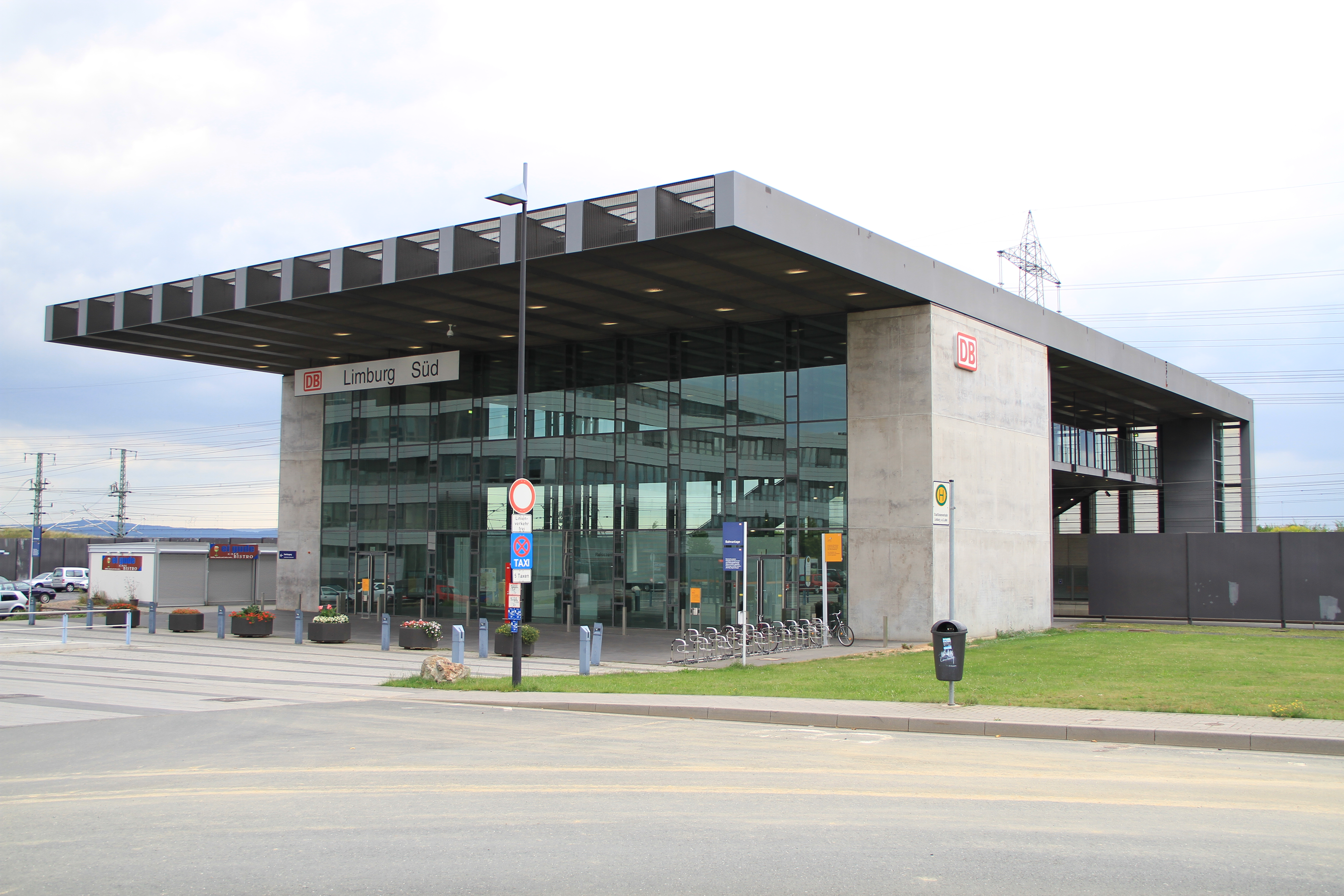
Limburg Süd vasútállomás a semmi közepén

Az állomást számos műtárgy követi, amelyeken a vonal eltávolodik a kacskaringósabban nyomvonalazott autópályától. Röviddel az Elzer-Berg alagút előtt a vonal átlépi Rajna-vidék–Pfalz és Hessen tartományok határát, majd tovább esik miközben az autópályától még távolabb kerül. Elz térségében végül ismét az autópályával párhuzamos, megközelítőleg egy szintű helyzetbe kerül. A Limburg alagútban a pálya ismét emelkedik, átbújuk az A3 alatt, majd rövid időre elhagyja az autópályával való nyalábolást. A Lahn-völgyhíd után a 110. vonalkilométernél eléri végül Limburg Süd vasútállomást, amely a Németország egyetlen kizárólag Intercity Express-vonatok által kiszolgált állomása kétes értékű kitüntetésben díszeleghet.

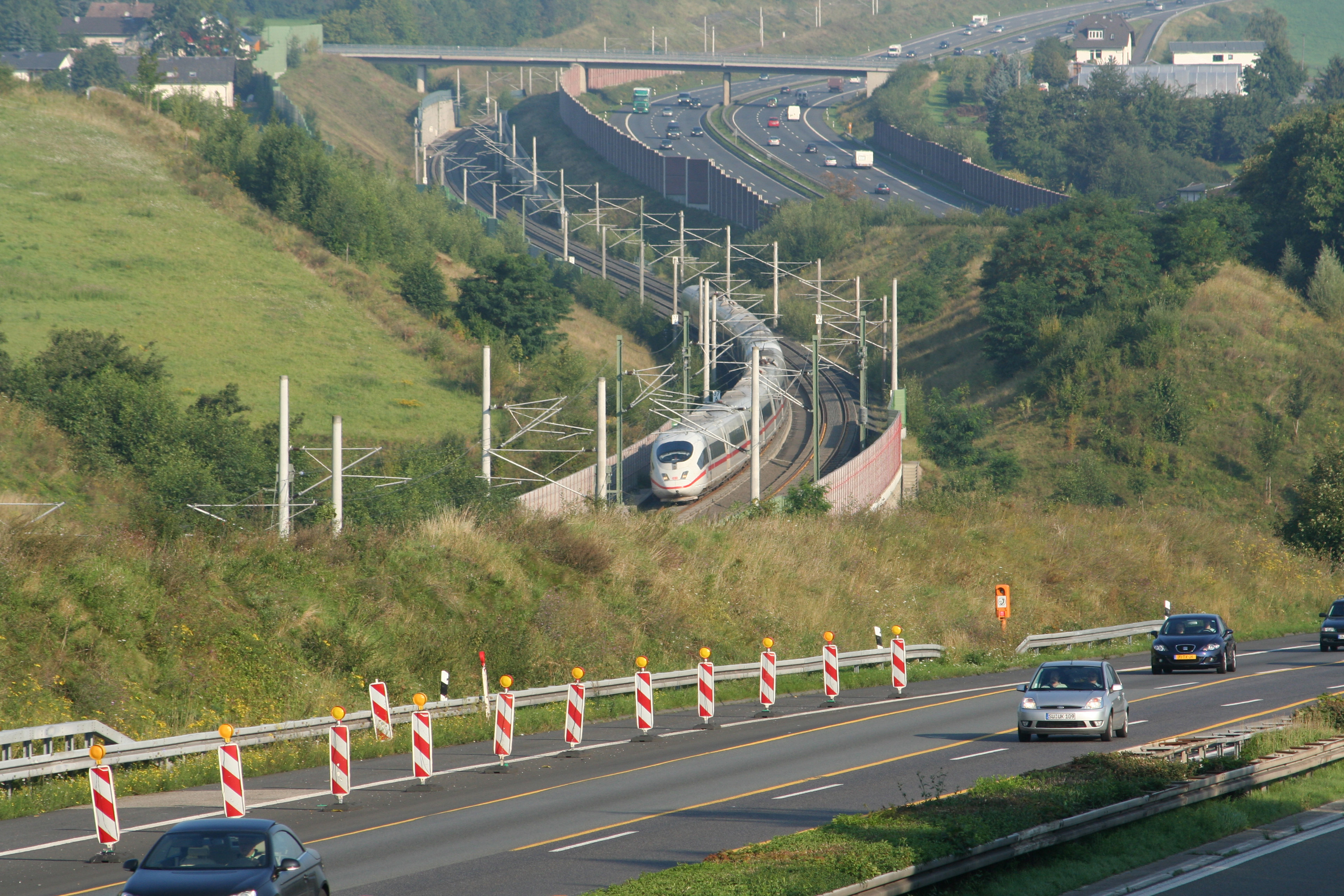
Nyalábolt nyomvonalvezetés Hasenbosenroth közelében

Ezt követően a pálya ismét emelkedik, Lindenholzhausen térségében ismér súrolja az A3-at, és az itt kezdődő Taunus-középhegység mentén azzal egy szintben fut. Ezután ismét eltávolodik, majd a Lieblichen Berg térségében ismét eléri az autópályát, majd Bad Camberg térségében hosszú bevágásban halad, amely a fürdővárost árnyékolja a vasúti forgalom zajától. Az 534 m hosszú Wallbach-völgyhidat az Idstein alagút, a Niedernhausen alagút és a Theiß-völgyhíd követi. Az ezt követő Hellenberg- és Schulwald alagutakban a pálya ismét esik, utóbbi 4500 méteres hosszával a vonal leghosszabb alagútja. A Breckenheim alagút keresztezését követi a Breckenheim nyíltvonali kiágazás (152,5. pályakilométer), amely egy 160 km/h sebességgel bejárható 13 kilométeres összekötő pálya Wiesbaden főpályaudvara felé. A kiágazást úgy építették, hogy a vonatoknak a wiesbadeni fejpályaudvaron irányt kell váltaniuk, a korai terveket, amelyek a fejpályaudvar kikerülésével számoltak, elvetették.
A wiesbadeni autópálya-csomópont alatti átbújást követően a pálya 400 méterre eltávolodik az A3-tól, és kisvártatva eléri a terepszintet. Az Eddersheim Majna-hidat és a Ticona-hidat követően egy összekötő ív ágazik ki Kelsterbach felé, amely a repülőtéri állomás lezárása esetén Frankfurt elérését biztosítja. Miközben a következő ívekben (160. vonalkilométer) az alkalmazható sebesség először 220, majd 160 km/h-ra csökken, északnyugat felől becsatlakozik a Raunheim-Mönchhof delta, amely Mainz és a Rajna-balpart vasútvonal felől biztosítja a repülőtér elérését. A pálya a 169. vonalkilométernél végül eléri a Frankfurti repülőtér távolsági vasútállomását. Az ezt követő Frankfurter-Kreuz alagúton keresztül a vonal végül befonódik a Ried vasútba északi (Mannheim fele) és déli (Frankfurt főpályaudvar) irányba.
A kiágazásokkal és a Köln/Bonn hurokkal együtt értett 219 kilométer vasúti pályából összesen 42,1 km fut terepszinten, 72,8 kilométer bevágásban, 51,4 kilométer töltésen, 46,7 km a 30 alagút valamelyikében, és 6 km a 18 híd egyikén. Ezen kívül hat alagúthoz hasonló bújtatási és keresztezési műtárgy épült 200 és 525 m közti hosszokban. A nagyszámú alagút okozója egyrészt az ökológiai (térelválasztó hatás) okokból véghezvitt nyalábolás az A3-mal, másrészt a településektől távoli vonalvezetés, és azok zajvédelme által támasztott kompromisszum.

## Vasúti pálya

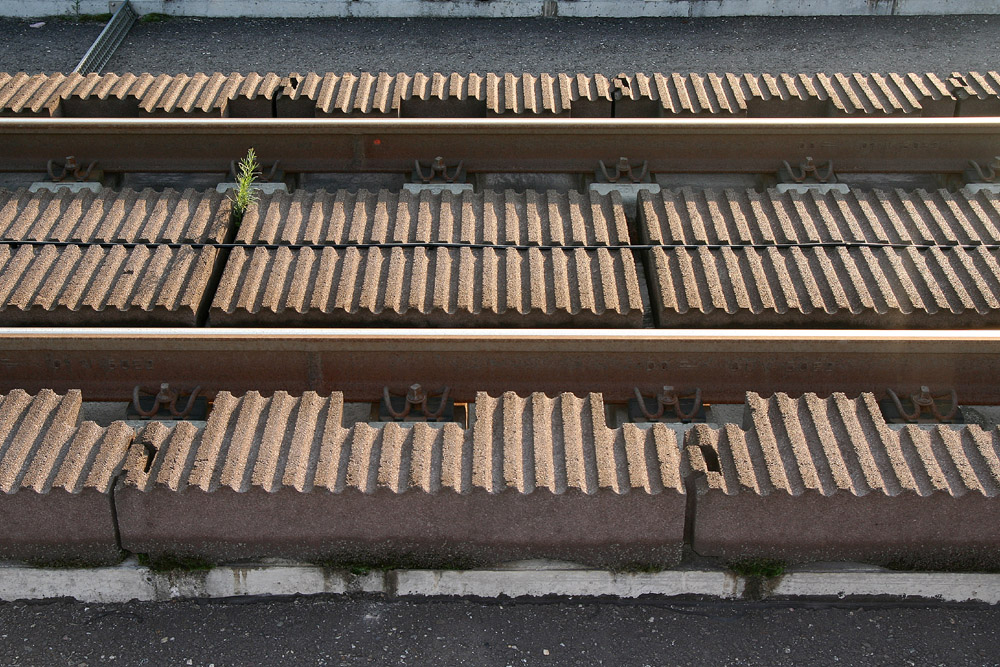
A pályalemezre rögzített zajnyelő elemek

Miközben a szintén középhegységi terepen vezetett Hannover-Würzburg nagysebességű vasútvonalat a személy- és teherforgalom vegyes üzemére tervezték, a Köln-Rajna/Majna vonalat kizárólag személyforgalmi vonalként képzelték el, nagy emelkedőkkel és szűk ívsugarakkal. Az ezáltal lehetővé tett nyalábolás az A3 autópályával a tervezők reményei szerint minimalizálta a vonal területelválasztó hatását, területfoglalását, és az általa okozott további zajszennyezést, Hogy a nyomvonal szorosan követhesse az autópályát, a legszűkebb megengedett ívsugarat 3.320 méterre csökkentették, a legszűkebb megépített ív sugara végül 3.348 m lett, a túlemelés eléri a 170 millimétert is. Ezen szélsőséges értékeket hosszú távon csak vasbeton pályalemezes felépítménnyel tartották biztosnak pontosan tartani.
A pályába 620 000 folyóméter sínt (120 méteres hosszúsínekből hegesztve) és 420 887 betonaljat építettek be, Németországban elsőként teljes hosszban pályalemezes technológiát alkalmazva, a nagyobb hidakat is beleértve. Ehhez összesen 245 000 köbméter teherviselő-, 185 000 köbméter hordozó- és 120 000 köbméter kitöltő betont építettek be négy különböző építési rendszerben, hét különálló szakaszon. Egyes helyeken a pályalemezre rögzített zajnyelő elemek csökkentik a vonal zajterhelését.
A meredek kétoldali végszakaszok, valamint az autópályával való nyalábolás miatt az eredeti tervek az alagutak 8%-os arányával számoltak, majd mikor kiderült, hogy a nyalábolás miatt a vonalnak többször kereszteznie kell az autópályát, valamint a zajvédelmi megfontolások végül 27 alagutat vetítettek előre, a pálya hosszának mintegy 25%-os arányában. A korábbi német nagysebességű vonalakkal ellentétben a vágánytengely-távolságot 4,70 méterről 4,50 méterre csökkentették, az alagutak keresztmetszeti felületét viszont megnövelték 82-ről 92 négyzetméterre. Egyes jelentések az alagutakban való vonattalálkozásokkal kapcsolatos kritikus tapasztalatokról számoltak be, és az alagutakban való 250 km/h-s sebességkorlátozást vetítettek előre, ezen félelmeket azonban a vasút végül eloszlatta. A felszíntől kis, sokszor akár csak 10-20 méter mélységben fekvő alagutak megépítése számos nehézséget okozott az instabil, sokszor akár 80 méter mélységben is szétmálló talajban (vö. M6-os autópálya alagútjai). Hogy a legnehezebb szakaszokon is legalább 1-5 méter/nap építési előrehaladást tartsanak, éjszakai műszakban is folytatták az alagútépítést. Az alagutak építése során 13 ember vesztette életét. A kitermelt anyag nagy részét az autópálya mentén zajvédő töltésekbe építették be és rekultiválták, sok helyütt így vált ismét biztosítottá a törvényileg előírt zajszint.
A mértékadó emelkedőt 40 ezrelékben határozták meg, ezzel a pálya 2002-ben a világ legmeredekebb nagysebességű vasútja. Főként ez a meredek vonalvezetés miatt, a 2010-es állás szerint kizárólag az ICE 3-motorvonatok használják a vonalat, hiszen csak ezek a vonatok képesek részben kieső hajtás mellett is biztosan leküzdeni az emelkedőket. A motorvonatok osztott hajtásúak (legalább minden második tengely hajtott), valamint féktechnikai újdonságként örvényáramú féket használnak üzemi fékezésekhez is, ezen újítások a 40 ezrelékes emelkedők közvetlen következményei voltak. Az örvényáramú fék meghibásodása esetén – amely az üzem első évében a fék tekercsszigetelésének felverődések általi károsodása miatt gyakori volt – a vonatok csak 230 km/h sebességgel közlekedhetnek. Az örvényáramú féket csak ezen, valamint a többi 300 km/h-ra kiépített pályán szabad használni, mivel a más pályákba épített tengelyszámlálók működését zavarhatják.

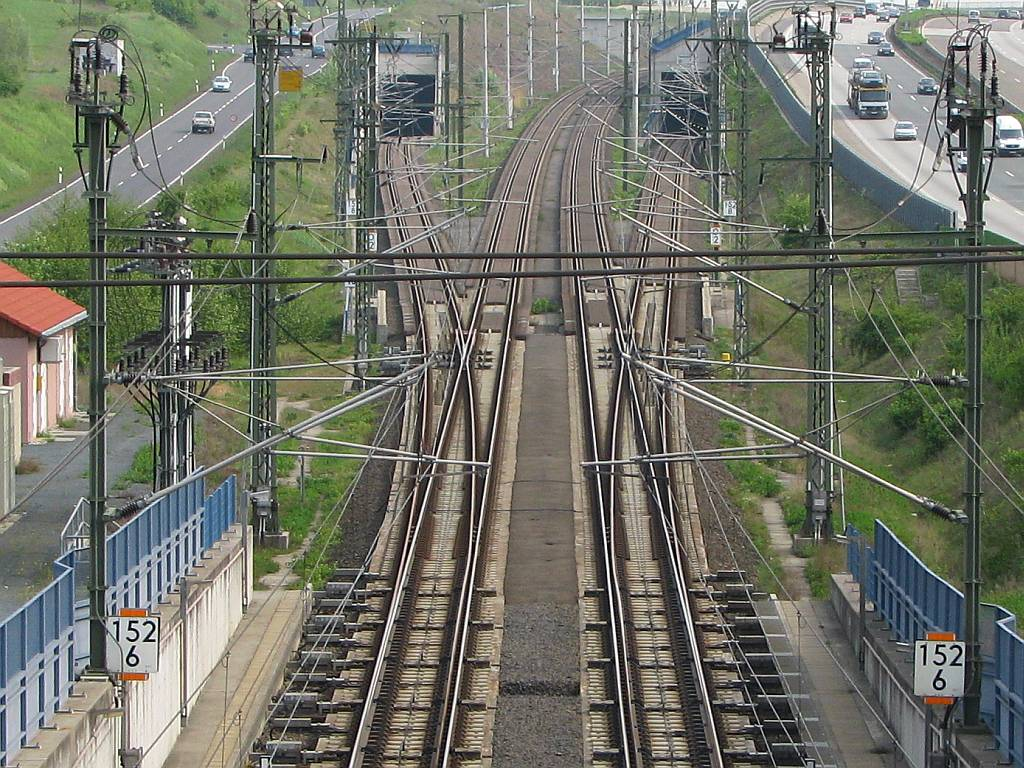
Breckenheim nyíltvonali kiágazás Wiesbaden felé, nagysugarú kitérőkkel

A nagysebességű vonalszakaszra összesen 36, klotoidívvel kialakított kitérőt telepítettek, az átmenő fővágányok közti kapcsolatot kitérő irányban 130 km/h-val bejárható (EW60-4800/2450-1:24,26 rendszerű), az állomások peronos vágányainak bekötését kitérő irányban 100 km/h-val bejárható (EW60-3000/1500-1:18,5 rendszerű) kitérők biztosítják. A csúcssínt az előbbinél 5, az utóbbinál 4 váltóhajtómű mozgatja, a váltószívet mindkét esetben további három. A Wiesbaden felé való nyíltvonali elágazásnál egy 136 méter hosszú, kitérő irányban 200 km/h sebességgel járható kitérőt telepítettek. Ezen kitérő csúcssínjeit 8 váltóhajtómű mozgatja (a váltószívet itt is három).
A 15 kV 16,7 Hz rendszerben villamosított vonal mentén 4000 felsővezetéktartó oszlopot állítottak fel, az alagutakban 1600 felső rögzítésű tartót. A 300 km/h sebességgel használható vezetékrendszert újonnan fejlesztették ki. A hord- és munkavezeték külön, eltérő erővel (munkavezeték: 27 kN, hordvezeték: 21 kN) van megfeszítve. A meglévő 110kV-os vontatási alaphálózat elemeit egy 110 kilométeres, a pálya nyomvonalát nagyjából követő elemmel kötötték össze. 20 kilométerenként alakítottak ki alállomásokat, melyeket távvezérelnek.
A vonal Frankfurt repülőtértől Siegburg/Bonn bejárati jelzőjéig Montabaur és Frankfurt repülőtéren elhelyezett, Frankfurt menetirányító központból távvezérelt elektronikus biztosítóberendezés által biztosított. Az LZB-térközök 3-5 kilométerenként lettek kiosztva, fényjelzőket csak a csomópontoknál, visszaesési szintnek telepítettek. Kizárólag fényjelzőket használva a leghosszabb térköz 36 kilométer. A vonalat a kezdetektől rádióadatátvitel-alapú, ETCS L2 szintű, a későbbiekben ETCS L3 szintűre fejleszthető vonatbefolyásolással tervezték ellátni, de mikor erről döntést kellett volna hozni, a vasút közlése szerint a rendszer még nam tartott a megfelelő kifejlesztettségi és standardizáltsági szintnél. Ezért ETCS helyett az LZB egy, a domborzati viszonyoknak és az ICE 3 motorvonatok különleges igényeinek megfelelően továbbfejlesztett változatát telepítették.

## Koncepció
A német vasút fejlesztési tervének keretein belül a Deutsche Bahn 1970-ben javasolta a Köln-Groß-Gerau vasútvonal megépítését, ennek fő oka a két meglévő Rajna-menti vasútvonal túlterheltsége volt. Az ekkor javasolt vonal csak Köln környékén, az első kilométereken felelt meg a 30 évvel később megvalósult vonalnak. Egyetlen köztes megállóként a megépítendő Bonn-Beuel állomást tervezték (Bonn ekkor még Nyugat-Németország fővárosa volt), Frankfurt am Main, Wiesbaden és Mainz a Taunus-vasúthoz csatlakozó négy deltán keresztül lett volna kiszolgálva. Groß-Geraunál (Darmstadt térségében) a vonal a 200 km/h-ra kiépített Ried-vasútba csatlakozott volna.
A nagysebességű vonalat felvették az 1973-as szövetségi közlekedési hálózattervbe, a viták és ellenállások eredményeképp azonban lemaradt az 1973-ban megkezdett építésű Hannover-Würzburg nagysebességű vasútvonal mögött, majd kihúzták a terv elemei közül. 1983-ban már egy 101 km hosszú vonallal számoltak Köln és Koblenz közt. 1985-ben egy Köln és Frankfurt közti pályát határozott el a szövetségi kormányzat, amely magában foglalt volna egy 20 kilométeres alagutat a Taunus alatt.
A különféle nyomvonalváltozatokkal kapcsolatos előtanulmányok végül ahhoz vezettek, hogy a vasút bejelentette a projektet az 1985-ös szövetségi közlekedési hálózattervbe. Az érintett három szövetségi tartomány gyökeresen ellentétes álláspontjai miatt azonban bár a tervet befogadták, nem egy határozott nyomvonal, hanem egy nyílt tervezési korridor került a projektek közé. A megvalósítást itt a legmagasabb prioritási kategóriába sorolták, a haszon-költség arány 4,0 értéket vett fel. A mintegy 140 kilométeres szakasz a legfontosabb új építésű vasúti projektként szerepelt az 1985-ös szövetségi közlekedési hálózattervben. A személy- és teherforgalom számára is egyaránt használható vonal magas költségei miatt a vasút 1986-ban elvetette az ilyen irányú terveket, és egy, a Rajna jobb partján húzódó tisztán személyforgalmi variáns mellett állt ki.
A tervezési szakaszban a vasút a Köln-Rajna/Majna viszonylatot mint Németország két legfontosabb térségét összekötő kapcsolatot, avagy mint Európa legforgalmasabb közlekedési folyosóját emlegette. A Rajna-Majna térségben a nyolcvanas években közel három, a Rajna/Ruhr-vidéken kerek 10 millió ember élt. A menetidő Köln és Frankfurt főpályaudvarai közt 135 percet tett ki. Az új vonal szükségességét a hivatalok a meglévő vonalak magas terheltségével is indokolták: a Rajna-bal- és jobbparti vasúton az 1980-as évek végén naponta összesen akár 600 vonat is közlekedett, az üzemi színvonal szempontjából ez már a teljesítőképesség határát túllépte. A nagysebességű vonaltól a vasút az utasok számának 50-100%-os növekedését várta, a közúti és légi fogalom 15-30 000 napi utastól való mentesítése által. A nyolcvanas években a Rajna-balparti vasút egyre inkább a német vasúti hálózat szűk keresztmetszetévé vált. Már 1970-ben is a 252 munkanapi teljes teherforgalom mellett átlag naponta irányonként 121 vonat közlekedett a Rajna-balparti vonalon Bonn és Bad Godesberg közt, a Rajna-jobbparti vonalon (Troisdorf és Unkel közt) 145 vonat/irány/nap értéket tett ki a forgalom. Az 1980-as évek végére a vonatok 70%-a a Rajna-balparti vonalon közlekedett, a maradék mintegy harmad – nagyrészt tehervonatok – pedig a jobbparti vonalon.
Az 1992-es szövetségi közlekedési hálózattervet megalapozó előrejelzések a vasúti személyforgalom 100%-os növekedésével számoltak 1988 és 2010 közt Köln és a Rajna/Majna-térség közt, összesen évi 25 millió utazás mellett, miközben a teljes német vasúti közlekedésre átlag 40% emelkedést prognosztizáltak. Ekkor naponta irányonként 88 személy- és 3 tehervonattal számoltak. 1994 közepén a vasút 79 személyvonatot számolt, tehervonatokat ekkor már nem vizsgáltak. A gyorsabb és lassabb vonatok elkülönítését (Netz21-koncepció) ekkor még nem vették figyelembe. 1995-ben a vasút 70%-kal emelkedő utasszámot várt.
Az első nyomvonal-tanulmányok az 1980-as évek közepén egy nagyrészt az autópálya mellett vezetett nagysebességű vasúttal számoltak Siegburg és Frankfurt repülőtere közt. Az 5,45 milliárd márkára becsült költségű és csak személyforgalomra tervezett vonalat 250 km/h sebességre nyomvonalazták volna, és Wiesbaden bekötésével is számoltak. Miután a projektet eldöntetlen nyomvonallal fogadták be az 1985-ös szövetségi közlekedési rendszertervbe, 1985 és 87 közt a vasút, a szövetségi közlekedési minisztérium, és az érintett szövetségi államok közt multilaterális tárgyalások folytak a nagy vonalakban vett nyomvonalról. 1987-ben egy éven keresztül folyt a kerék-sín és a mágneses lebegtetésű megoldások összehasonlítása is. A Transrapid-megoldást közlekedéspolitikai okokból elvetették, szintúgy az A3 autópálya fejlesztését is. A Transrapid megoldást két verzióban vizsgálták, egy rövidebb Frankfurt-Köln szakasszal illetve egy hosszabb, Dortmund-Mannheim szakasszal is, amely sok utazó számára jelentett volna átszállásmentes kapcsolatot. A Transrapid-verzió mellett szólt az a feltételezés, hogy a Rajna jobb oldalán vezetett nyomvonal emelkedési viszonyait a hagyományos kerék-sín kapcsolattal nem lehet leküzdeni. A későbbi vitában már egy kerék-sín alapú megoldást is vizsgáltak maximum 40 ezrelékes emelkedőkkel, hozzávéve annak a szükségét, hogy ilyen emelkedők leküzdésére alkalmas járműveket is kifejlesszenek. 40 ezrelékes emelkedő leküzdésére ekkor már volt példa, Stuttgart S-Bahn hálózatán. Egy összehasonlító elemzés a Transrapid-változatnál 4,5 kilométer alagút szükségességét mutatta, míg a kerék-sín változat 15 kilométer igényt mutatott. A mai, mozgalmas vonalvezetésű nyomvonal is a két rendszer alapos összehasonlításának eredménye. A vasút 1994-es tapasztalati adatai szerint 12,5 helyett 40 ezrelékes emelkedőkkel az építési költségek 15-20%-a lehetne megspórolható.
Miközben számos kisebb település ellenállva próbálta a projektet megakadályozni, Bonn, Wiesbaden és Koblenz saját terveiket dédelgették városuk a vasútvonalba való bekötésére. Koblenz a saját fontosságát hangsúlyozta ki a vasútvonalat Luxemburggal összekötő csomópont szerepében, és a végsőkig kiállt egy, a Rajna bal oldalán vezetett, billenőszekrényes járműveket használó vasútvonal mellett. Bonn egy, a főpályaudvar alatt 35 méteres mélységben kialakítandó megálló mellett kardoskodott (ekkor a város még Nyugat-Németország fővárosa volt). A részletesebb vizsgálatok, amelyek különösen Bonn/Siegburg, Montabaur/Limburg és Mainz/Wiesbaden környékére terjedtek ki, megállapították, hogy az alapváltozat mintegy 4,5 milliárd márkába, a Bonn alatt fekvő változat 5,5 milliárd márkába, a Rajna-balparti változat Koblenzen át 6,5 milliárd márkába kerülne, miközben a menetidők is 10-30 perccel hosszabban alakultak volna. A Rajna-balparti vasút egyszerű fejlesztése és billenőszekrényes járművek alkalmazása mindössze 14 perc menetidő-nyereséget eredményezett volna. Végül technikai, gazdaságossági (gyorsabb összeköttetés alacsonyabb költség mellett), és környezetvédelmi (az autópályával való nyalábolás kisebb beavatkozást jelent az ökoszisztémába) szempontok mentén a vasút 1988-ban az A3 autópálya mentén vezetett alapkoncepció mellett tette le a voksát, garanciát vállalva egy InterCity-vonal a Rajna-balparti vasútvonalon való fenntartására.
A Montabaur vasútállomás kiépítésének fő indoka az volt, hogy Limburg az eredeti tervekben szereplő vasútállomása a három vizsgált megvalósítási verzió egyikében sem lett volna összeköthető a Lahn-völgyi vasúttal és ezáltal Koblenz és Gießen városokkal. Montabaur állomás tervezett helye emellett jó közúti megközelíthetőséggel is rendelkezett, hiszen közvetlenül az autópálya-csomópont mellett feküdt. Mivel azonban Montabaur Rheinland-Pfalz tartományban, Limburg viszont Hessen tartományban található, mindkét tartomány ragaszkodott saját vasútállomásához. A vasút a projekt csúszásának elkerülése érdekében beletörődött a tartományok akaratosságába, Limburg városa pedig végül a vízvédelmi területek nehéz kikerülhetősége miatt egy, a városközponttól 2,5 kilométerre délkeletre, zöld mezők kellős közepén található állomást kapott, ahol a forgalmi előrejelzések szerint a vasutat használók 90%-a személygépkocsin folytatja útját. Azt, hogy egy nagysebességű vasútvonalon egymástól 20 kilométerre két helyi jelentőségű állomás is megépült, egyértelműen a politikai nyomásgyakorlás és a rendezési tervekbe való beavatkozás káros eredményeként könyvelték el.

## Üzem
Az 1990-es üzemi koncepció öt távolsági viszonylat vezetésével számolt a vonalon, ezek északi végpontjai Aachen, Dortmund, Hannover és Hamburg, déli végpontjai pedig Passau, München, Stuttgart és Basel. A Rajna-balparti vasúton egy InterCity-vonal maradna meg Észak-Németország és Frankfurt(M) között, Mainz főpályaudvara és Koblenz érintésével, emellett InterRégió-forgalom beindításával számoltak. Nyitva hagyták a lehetőségét, hogy a nagysebességű vonalon gyors, könnyű teherforgalmat indítsanak el. Egy becslés napi 10-15 vonatból indult ki, melyekhez speciális járművek lettek volna szükségesek, egy teher-motorvonat 500 tonna hasznos terhet vihetett volna. A 90-es évek közepén naponta és irányonként 60 menetvonalat tartottak a teherforgalom számára szabadon. Szintén a 90-es évek közepének ötlete volt az ún. Regio-ICE, amely a távolsági vonatok sokszori megállás miatti menetidő-veszteségét lett volna hivatott elkerülni, és a nagysebességű vonal összes útközbeni megállóhelyét, valamint Frankfurt, Düsseldorf és Köln/Bonn repülőtereit kötötte volna össze egymással. Egy tanulmány ezt a megoldást azonban nem tartotta gazdaságosnak, helyette a középállomások különböző viszonylatok általi váltakozó kiszolgálását javasolta – ennek ellenére a jelenlegi, kizárólag csúcsidőben közlekedő ICE 49 viszonylat hasonló szerepet tölt be.
A forgalom végül 2002. július 25-én indult be, "a vasút egy órát ajándékoz önnek" mottó alatt. A téli menetrendváltásig a vonalon 6 és 21 óra között shuttlevonatok ingáztak Frankfurt és Köln közt, mivel az év közbeni menetrendbe integrálást túl körülményesnek tartották. A menetrendváltáskor a német távolsági összeköttetések 70%-át változtatta meg közvetlen vagy közvetett módon a vonal átadása.
A két város közti távolság 221,1 kilométerről 180 kilométerre csökkent. 2003-ban a vonatok átlagos kihasználtsága 37%-os volt, öt évnyi üzemet követően 2007-re az utasok száma 36%-kal, napi 32 000-re nőtt, a vonatok 50%-os átlagkihasználtsága mellett. 2012-ben a vasút folyamatosan növekvő, immár évi 33 000-es utasszámról számolt be, a vonalat első tíz évnyi üzemében 100 millió utas vette igénybe. A vasút adatai szerint a német távolsági forgalom 40%-a ezen a vonalon zajlik.
A személyforgalomban a vonalat menetrend szerint kizárólag Intercity Express vonatok használják, a 2013-as ICE-hálózatban (németül) részben ütemes menetrend szerint összesen hét viszonylat:
| Viszonylat               | Üzemeltető     | Útvonal | Jármű | Járatsűrűség                                                              |
| ------------------------ | -------------- | --- | ----- | ------------------------------------------------------------------------- |
| ICE 41                   | DB             | Essen Hbf – Duisburg – Düsseldorf Hbf – Köln Messe/Deutz – Frankfurti repülőtér – Frankfurt Hbf – Würzburg – Nürnberg Hbf – München Hbf                                                            | ICE 3 | órás ütem                                                                 |
| ICE 42                   | DB             | Dortmund Hbf – Bochum – Essen Hbf – Duisburg – Düsseldorf Hbf – Köln Hbf – Siegburg/Bonn – Frankfurti repülőtér – Mannheim Hbf – Stuttgart Hbf – Ulm – Augsburg Hbf – München-Pasing – München Hbf | ICE 3 | kétórás, (az ICE 43-al órás) ütem                                         |
| ICE 43                   | DB             | Köln Hbf – Siegburg/Bonn – Frankfurti repülőtér – Mannheim Hbf – Karlsruhe Hbf – Offenburg – Freiburg – Basel                                                                                      | ICE 3 | kétórás, (az ICE 42-vel órás) ütem (egyes vonatok az ICE 78-al egyesítve) |
| ICE 45                   | DB             | Köln Hbf – Köln–Bonn repülőtér – Montabaur – Limburg Süd – Wiesbaden – Mainz Hbf – Mannheim Hbf – Stuttgart Hbf – Ulm – Augsburg Hbf – München-Pasing – München Hbf                                | ICE 3 | egyes vonatok                                                             |
| ICE 49                   | DB             | Köln Hbf – Siegburg/Bonn – Montabaur – Limburg Süd – Frankfurti repülőtér – Frankfurt Hbf | ICE 3 | egyes vonatok                                                             |
| ICE International ICE 78 | DB, NS Hispeed | Amsterdam Centraal – Utrecht – Arnhem – Oberhausen – Duisburg – Düsseldorf Hbf – Köln Hbf – Frankfurti repülőtér – Frankfurt Hbf                                                                   | ICE 3 | kétórás ütem (egyes vonatok az ICE 43-al egyesítve)                       |
| ICE International ICE 79 | DB             | Brüsszel – Liège – Aachen – Köln Hbf – Frankfurti repülőtér – Frankfurt Hbf | ICE 3 | négyórás ütem                                                             |

A Lufthansával való AIRail-megállapodás keretében naponta 14 vonat közlekedik Lufthansa-járatszámmal Frankfurt és Köln között, miközben a légitársaság a két város közötti napi hat járatot először négyre csökkentette, majd kisebb, regionális jetekkel repülte, majd a 2007/2008-as menetrendváltáskor teljesen meg is szüntette. 2007-ben Siegburg/Bonn állomást is bevonták a rendszerbe, 2010-ben 200 000 utas használta az AIRail szolgáltatást.
Az SNCF azon igyekszik, hogy TGV Duplex motorvonataival használhassa a vonalat, ehhez az örvényáramú fék kötelező alkalmazásának szabályain kellene lazítani. Ezzel összefüggésben 2011-ben próbamenetek folytak egy TGV 2N2 szerelvénnyel. Emellett a német vasút forgalomba állásukat követően a Velaro D motorvonatokat is közlekedtetni kívánja a vonalon.

## Videók
- Kolonia - Frankfurt nad Menem - YouTube. youtube.com, 2012 [last update]. (Hozzáférés: 2012. február 1.)

## Képgaléria

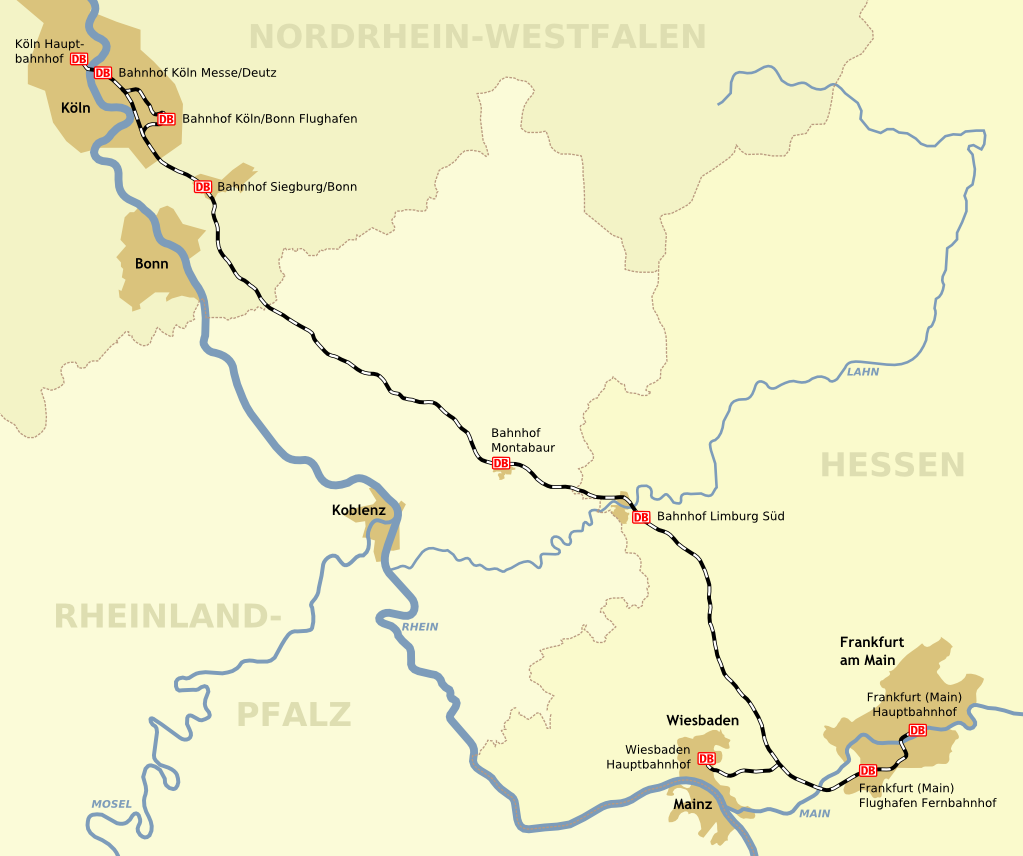
A Köln-Frankfurt vasútvonal térképen.
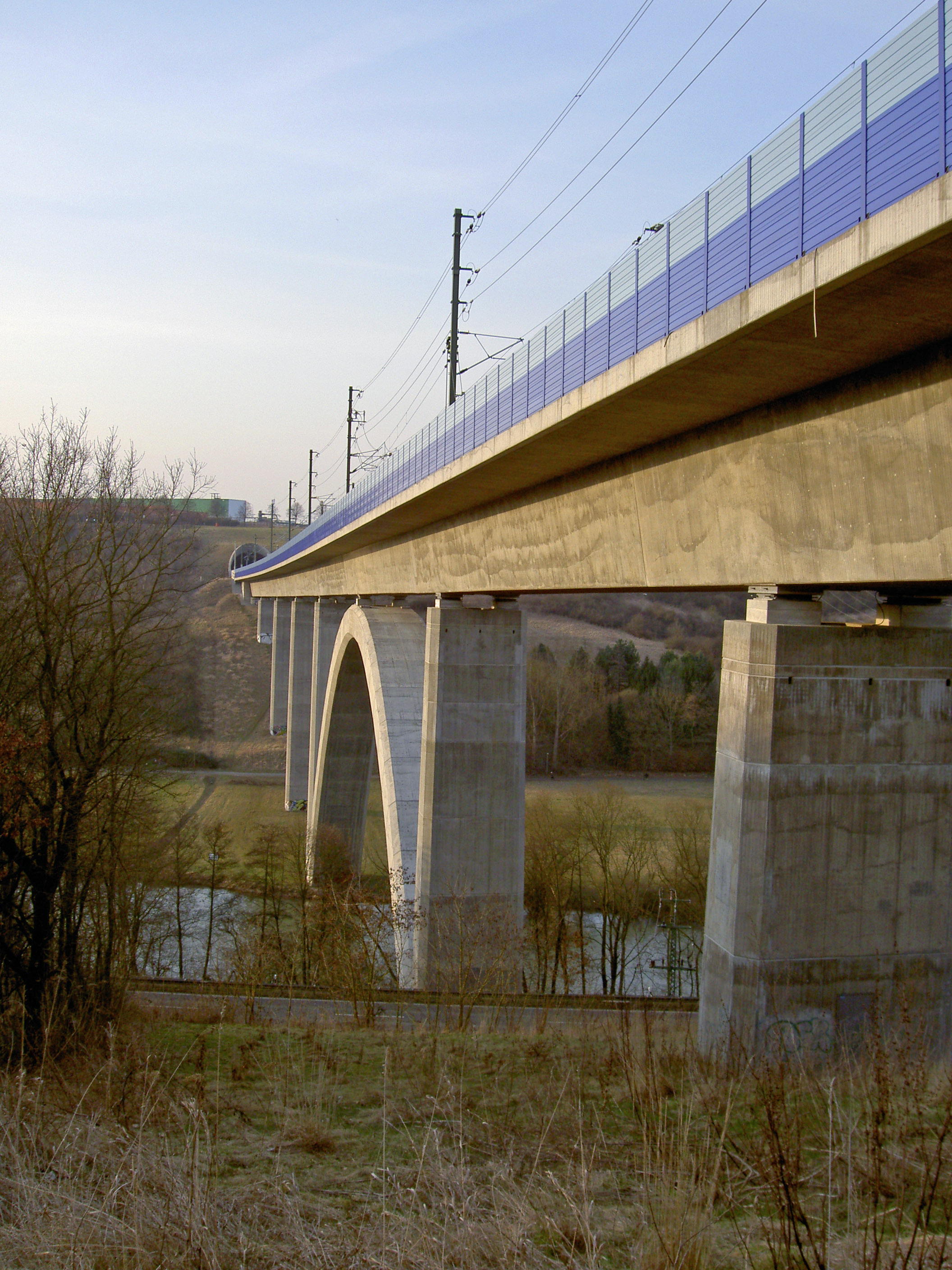
Lahn híd Limburg an der Lahn közelében
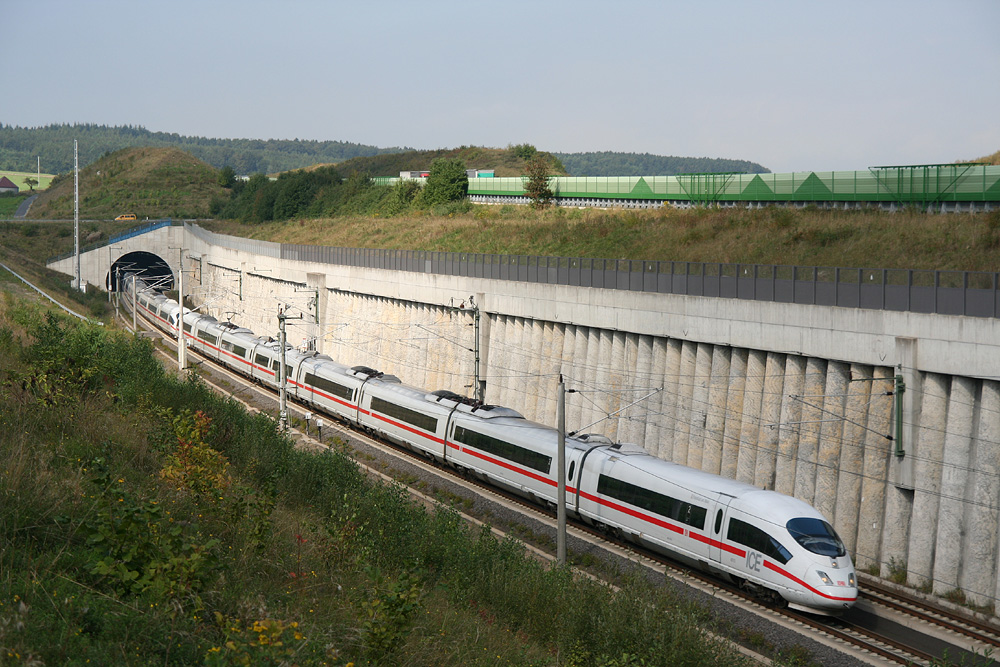
ICE 3 Montabaur közelében
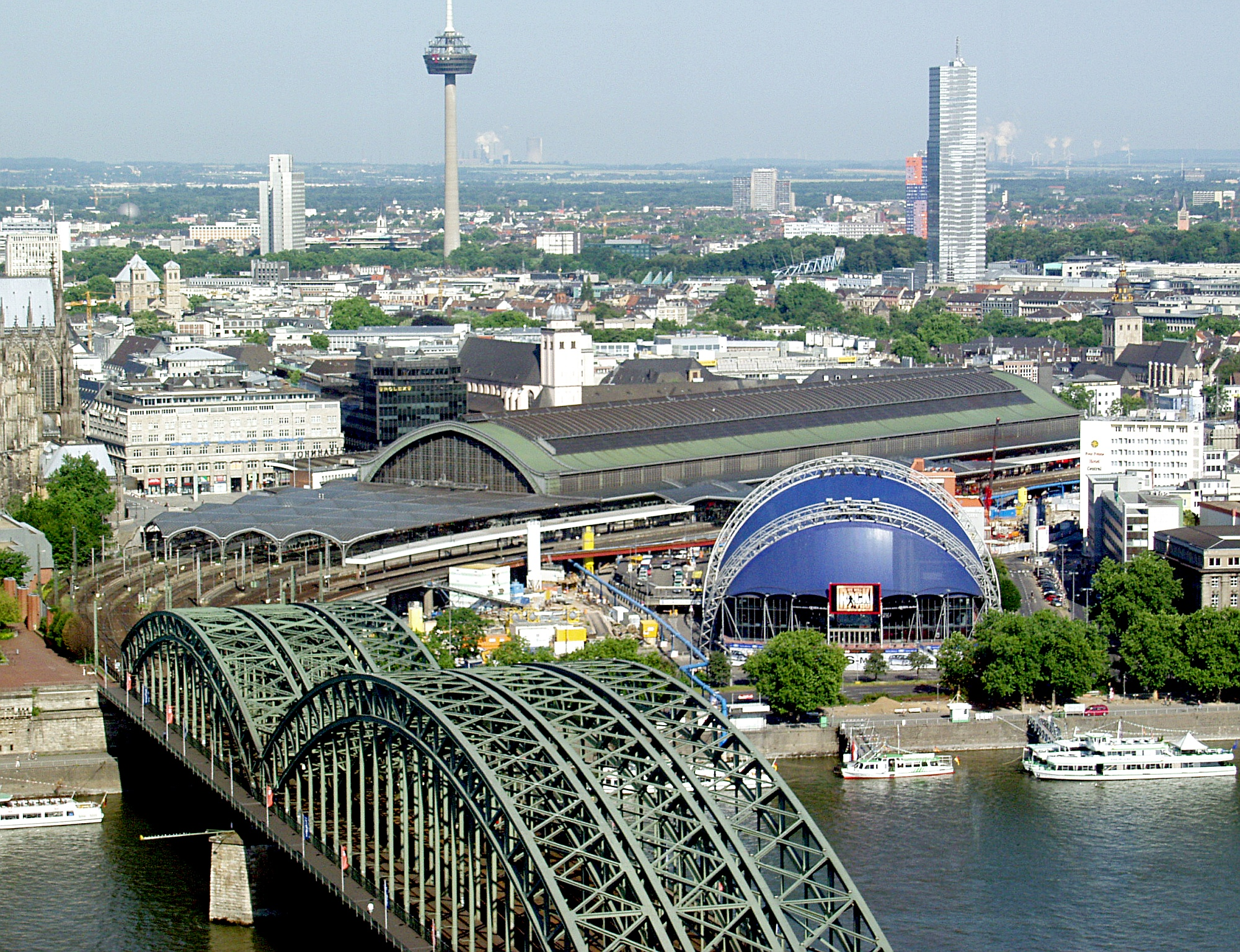
Köln Főpályaudvar.
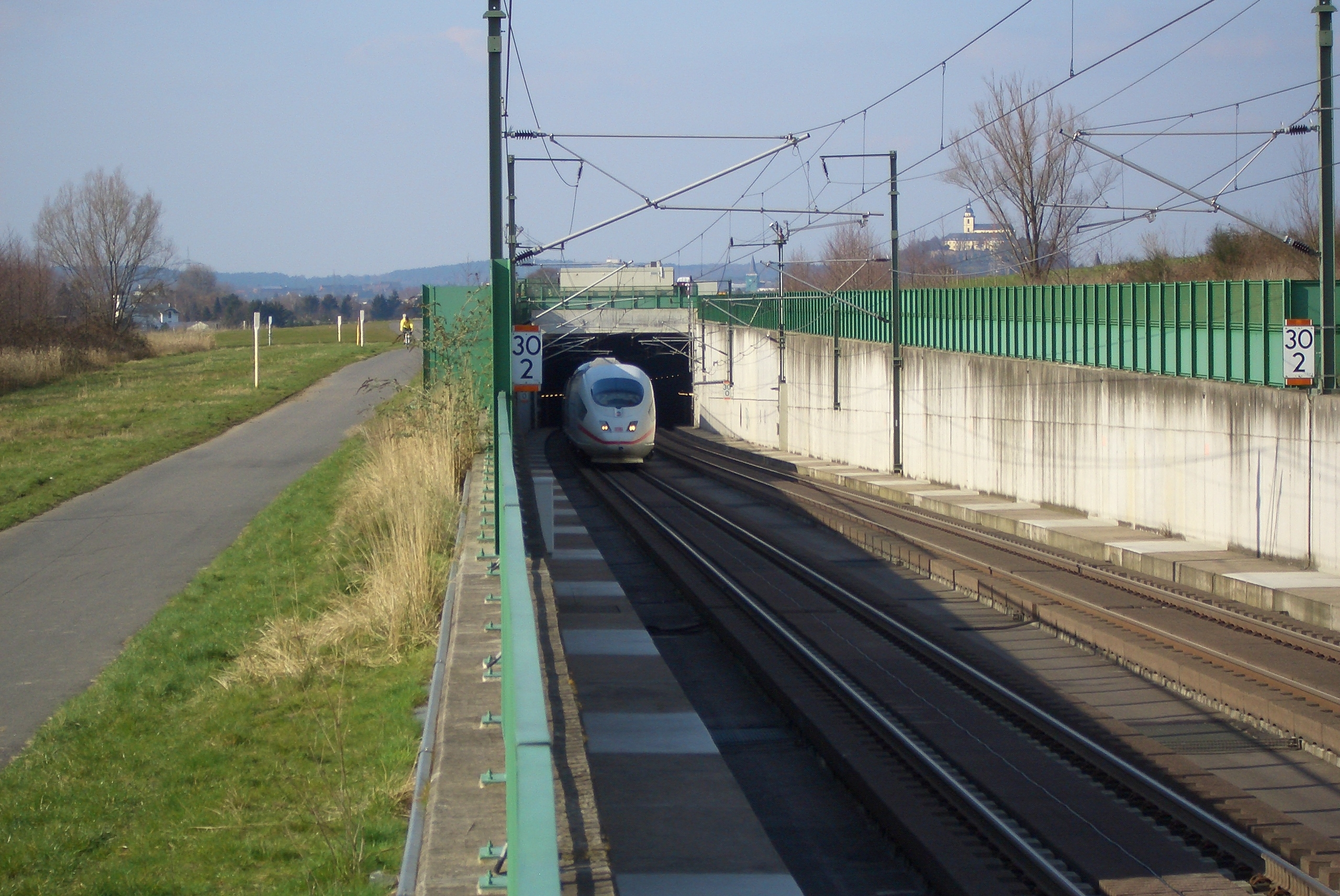
Siegaue alagút.
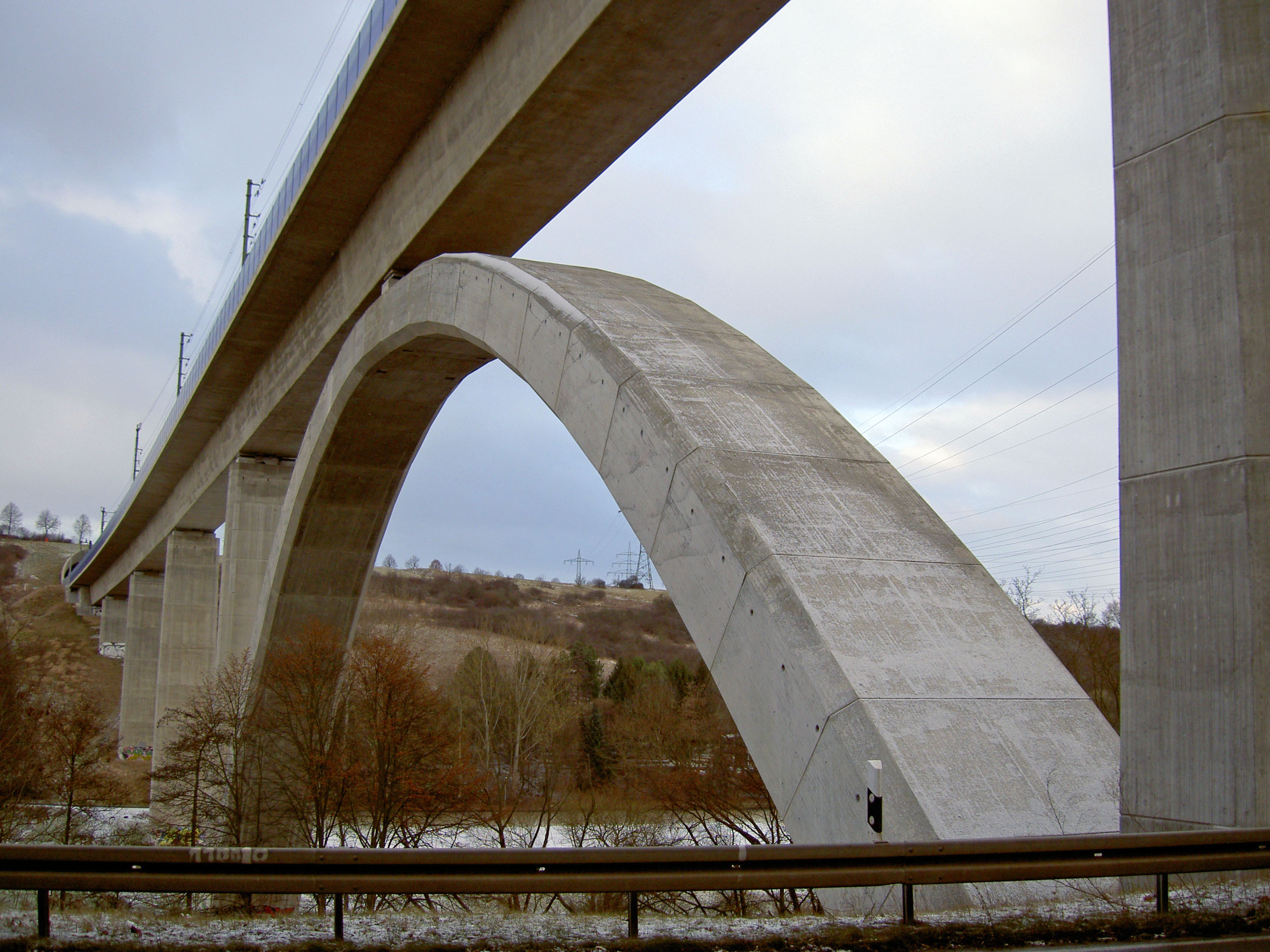
A Lahn híd Limburg an der Lahn közelében.
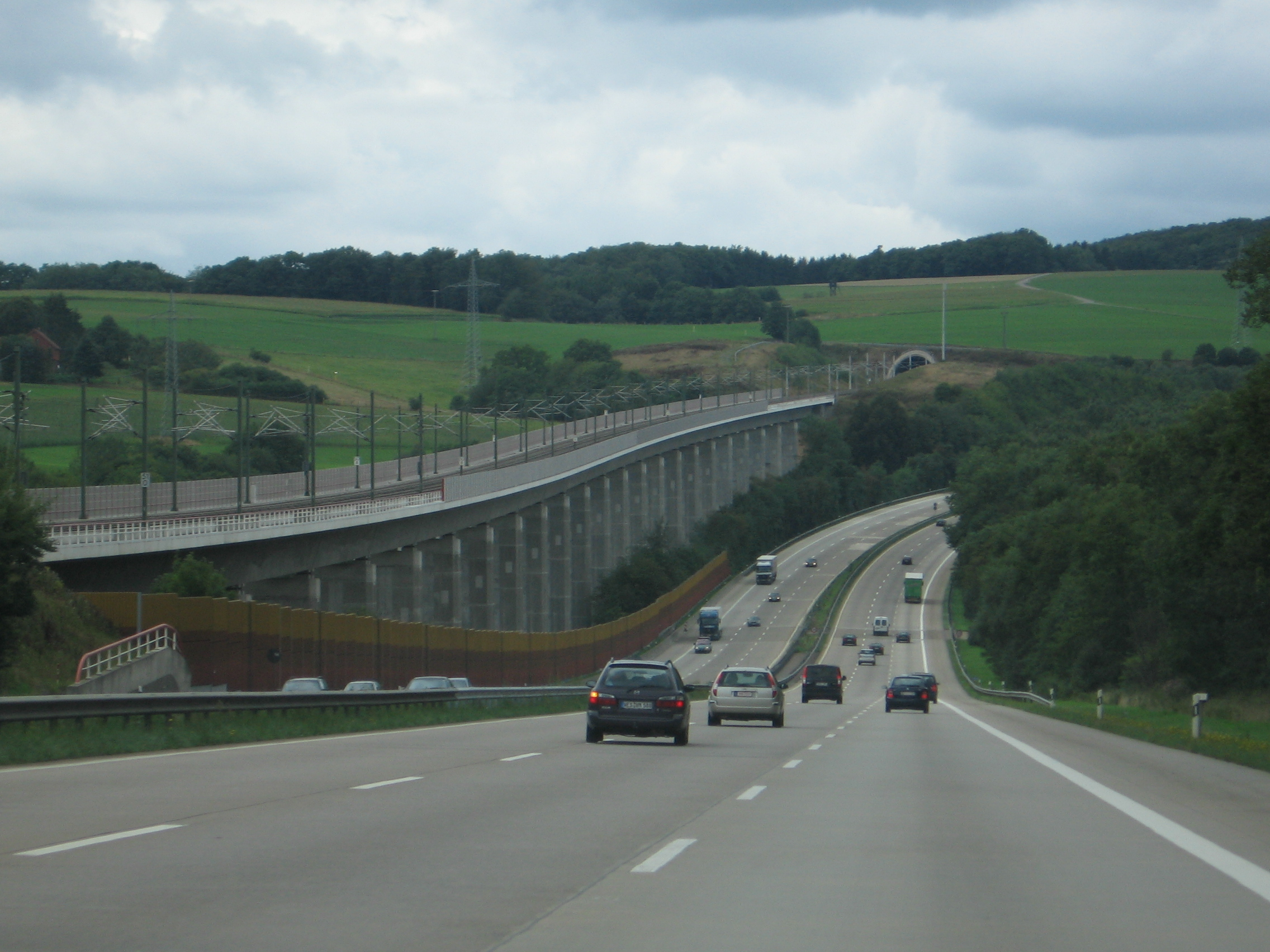
Bundesautobahn 3.
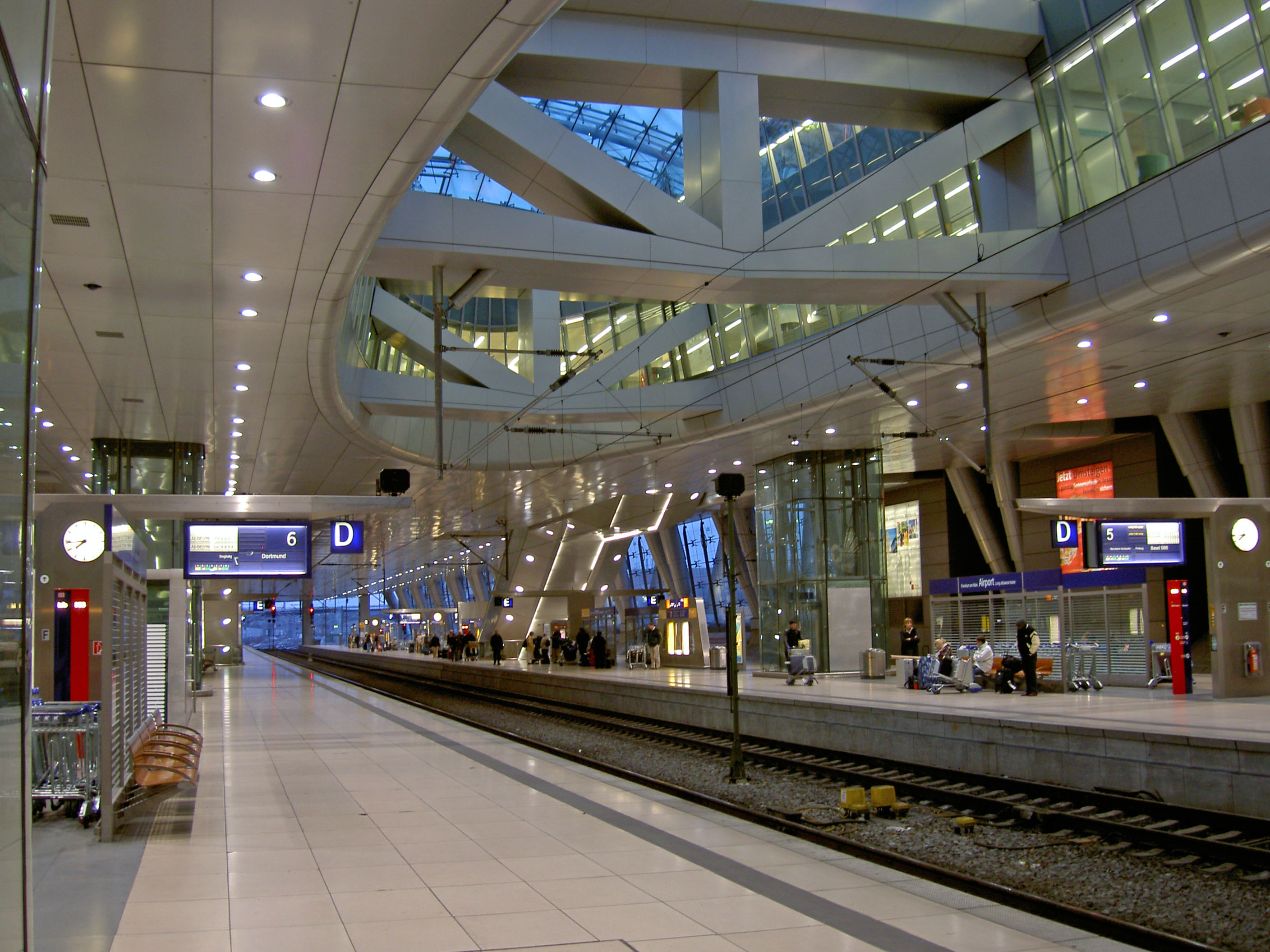
Frankfurti repülőtér.
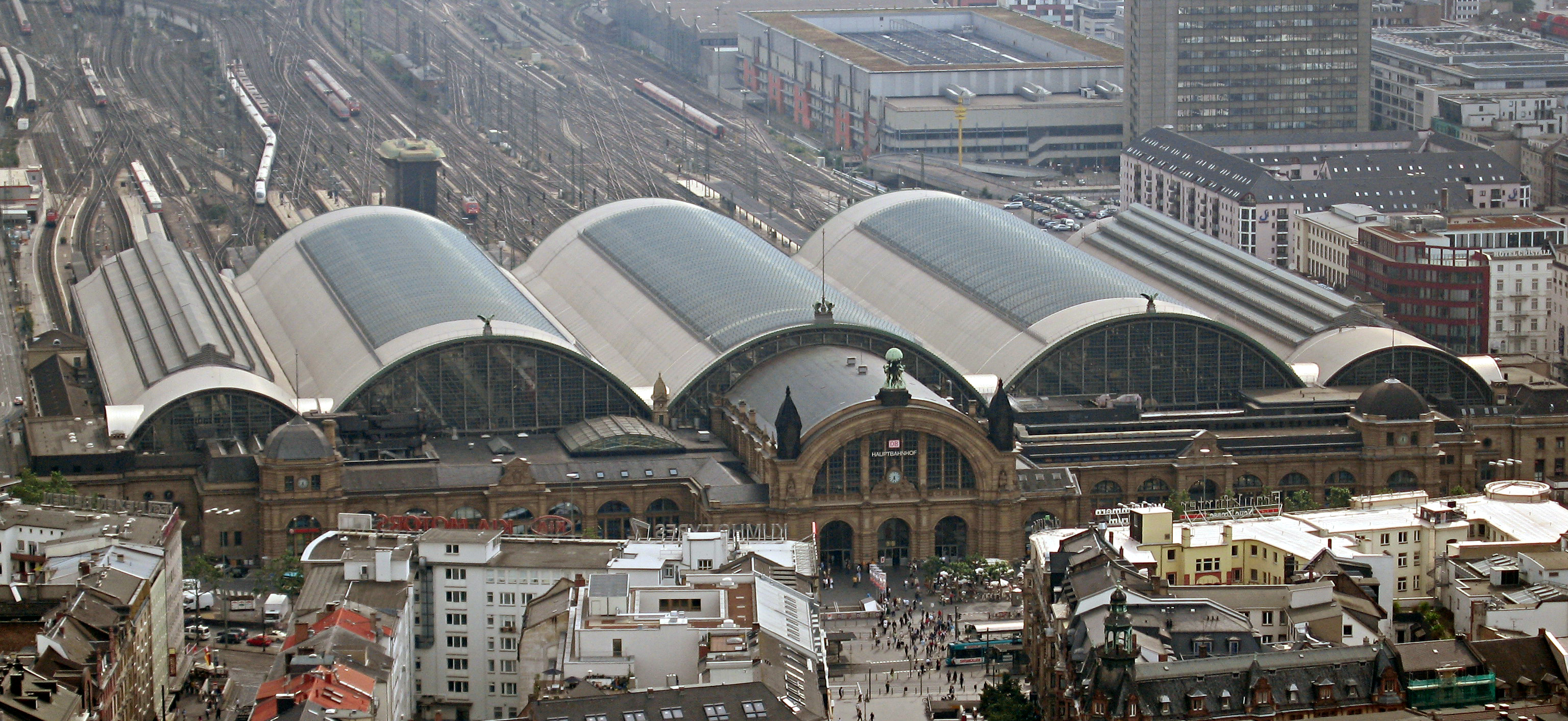
Frankfurt am Main Hbf.

## Fordítás
- Ez a szócikk részben vagy egészben  a   Schnellfahrstrecke Köln–Rhein/Main című német Wikipédia-szócikk ezen változatának fordításán alapul.  Az eredeti cikk szerkesztőit annak laptörténete sorolja fel. Ez a jelzés csupán a megfogalmazás eredetét és a szerzői jogokat jelzi, nem szolgál a cikkben szereplő információk forrásmegjelöléseként.